# 1200 Імператрікс
1200 Імператрікс (1200 Imperatrix) — астероїд головного поясу, відкритий 14 вересня 1931 року.
Тіссеранів параметр щодо Юпітера — 3,220.